# Гландорф
Гландорф (њем. Glandorf) општина је у њемачкој савезној држави Доња Саксонија. Једно је од 34 општинска средишта округа Оснабрик. Према процјени из 2010. у општини је живјело 6.850 становника. Посједује регионалну шифру (AGS) 3459034.

## Географски и демографски подаци
Гландорф се налази у савезној држави Доња Саксонија у округу Оснабрик. Општина се налази на надморској висини од 68 метара. Површина општине износи 59,9 km². У самом мјесту је, према процјени из 2010. године, живјело 6.850 становника. Просјечна густина становништва износи 114 становника/km².

## Међународна сарадња
| Мјесто   | Држава | Врста сарадње | Од    |
| -------- | ------ | ------------- | ----- |
| Гландорф | САД    | партнерство   | 1975. |
| Извор    |        |               |       |